# Se lo fai sono guai
Se lo fai sono guai è un film erotico italiano del 2001 diretto da Michele Massimo Tarantini con Alvaro Vitali, Michele Gammino e Gianfranco D'Angelo.

## Trama
Due amici di mezza età, un chirurgo e un impresario di pompe funebri, condividono con entusiasmo una passione: le donne. Quando una bella spogliarellista raggiunge il villaggio, le loro vite si capovolgono.

## Distribuzione
Il film, pur pensato per le sale cinematografiche, non trovò mai una distribuzione e uscì direttamente in dvd per la Federal Video.